# نیروی دریایی جمهوری سنگاپور
نیروی دریایی جمهوری سنگاپور ((به انگلیسی: Republic of Singapore Navy)کوته‌نوشت: RSN; مالایی: Angkatan Laut Republik Singapura; چینی: 新加坡共和国海军部队; تامیلی: சிங்கப்பூர் கடல் படை) نیروی دریایی نیروهای مسلح سنگاپور (SAF) است که وظیفهٔ دفاع از سنگاپور در برابر تهدیدات دریایی و حفاظت از خطوط ارتباطات دریایی آن را بر عهده دارد. نیروی دریایی که درون آبهای ساحلی تنگه سنگاپور فعالیت می‌کند یکی از بهترین‌ها در منطقه شناخته می‌شود. همهٔ کشتی‌های این نیرو دارای پیشوند RSS (کشتی جمهوری سنگاپور) هستند.